# Hendrik van Berckel
Hendrik van Berckel (geboren als Hendrik van Berkel) (Delft, 5 mei 1783 - Beek, 15 maart 1862) was een Delfts wethouder en burgemeester en was in 1840 Buitengewoon lid van de Tweede Kamer der Staten-Generaal bij de grondwetsherziening.
Van Berckel studeerde Romeins en hedendaags recht te Leiden (promotie in 1805). Hij stamde uit een invloedrijke Hollandse familie. Zijn vader was brouwer en patriot, en was na 1795 lid van de vroedschap en burgemeester.
Na zijn dissertatie ging Van Berckel aan de slag als advocaat te Delft. Hij was eigenaar van een destilleerderij ("De Papegaai") in Delft, en was van 1811 tot 1813 lid van de municipaliteit van Delft. Ook was hij enige tijd adjunct-maire en lid van de Stedelijke Raad. In 1814 was hij uitgenodigd als lid van de Vergadering van Notabelen, maar hij was niet aanwezig.
Na de instelling van het Koninkrijk bekleedde Van Berkel diverse gemeentelijke en provinciale posities. Zo was hij lid van de Provinciale Staten van Holland (1814 - 1840) en na de splitsing van Zuid-Holland (1840 - 1850). Ook was hij wethouder (1824 - 1840) en burgemeester (1840 - 1848) van Delft.
In augustus 1840 was hij Buitengewoon lid van de Tweede Kamer der Staten-Generaal bij de grondwetsherziening voor de provincie Zuid-Holland. Hij behoorde tot de 15 leden die vóór een amendement op het Adres van Antwoord stemden om te verklaren dat de Grondwet plechtanker van Neêrlands vrijheid en volksgeluk 'moet zijn' in plaats van dat ze dat 'is'. Ook stemde hij in 1840 tegen het voorstel inzake de splitsing van Holland in Zuid-Holland en Noord-Holland, de regeling bij wet van het stemrecht, de periodieke aftreding van stedelijke raden, de invoering van de strafrechtelijke ministeriële verantwoordelijkheid en de wijziging van hoofdstuk III (over de Staten-Generaal).
In 1848 werd hij door de kiezers van het district Bergen op Zoom als eerste, en door de kiezers van het district Nijmegen als tweede op de voordracht voor het lidmaatschap van de Eerste Kamer der Staten-Generaal gezet - maar uiteindelijk werd hij niet benoemd tot lid.
In 1841 werd Van Berckel benoemd tot Ridder in de Orde van de Nederlandse Leeuw.
Kleinzoon Arnoldus Hyacinthus Maria van Berckel (via Cornelis Franciscus) was eveneens politicus; een andere Hendrik Joseph van Berckel (via Bartholomeus) was jarenlang organist te Breda.
In 1857 werd zijn naam gewijzigd van Van Berkel naar Van Berckel.
- Biografisch Portaal: 40515869
- Gemeinsame Normdatei: 1067989757
- International Standard Name Identifier: 0000 0003 9130 3834
- Nederlandse Thesaurus van Auteursnamen: 071854894
- Parlement.com: vg09llt2udts
- Virtual International Authority File: 285059012
- WorldCat: E39PBJg8HTMwVfjHyCWDmq6Myd